# Sámod
Sámod là một thị trấn thuộc hạt Baranya, Hungary. Thị trấn này có diện tích 6,2 km², dân số năm 2010 là 221 người, mật độ 36 người/km².